# Rue de la Boucherie (Liège)
Pour les articles homonymes, voir Rue de la Boucherie.
La rue de la Boucherie est une ancienne rue de commerce de la ville de Liège (Belgique) qui relie la rue du Pont à Potiérue. 

## Toponymie
Ce très ancien quartier de Liège a vu la construction de la halle aux viandes en 1546, ce qui a valu à la rue son nom actuel.  

## Description et localisation
Cette courte rue pavée plate et rectiligne d'une longueur d'environ 63 m applique un sens unique de circulation automobile de Potiérue vers la rue du Pont. Elle se situe à une soixantaine de mètres du coin sud-est de la place du Marché et de la rue En Féronstrée.

## Architecture
Le rue comporte une quinzaine d'immeubles dont une douzaine sont plus que bicentenaires. 
- Les quatre maisons du côté pair forment un ensemble homogène possédant des étages en encorbellement construits en brique et colombages au cours du XVIIe siècle et sont repris à l'inventaire du patrimoine culturel immobilier. Le no 2 dispose d'un balcon en ferronnerie du XVIIIe siècle portant le monogramme du Christ et une banderole portant l'inscription « Au nom de Jésus couronné »[1]. Si les rez-de-chaussée ont fait l'objet de modernisations dues aux commerces, les étages ont gardé en général leur aspect original typique de cette époque.

- Une des façades de l'ancienne halle aux viandes se situe dans la rue de la Boucherie et abrite l'office de tourisme de la ville de Liège dont l'accès se fait par le quai de la Goffe.

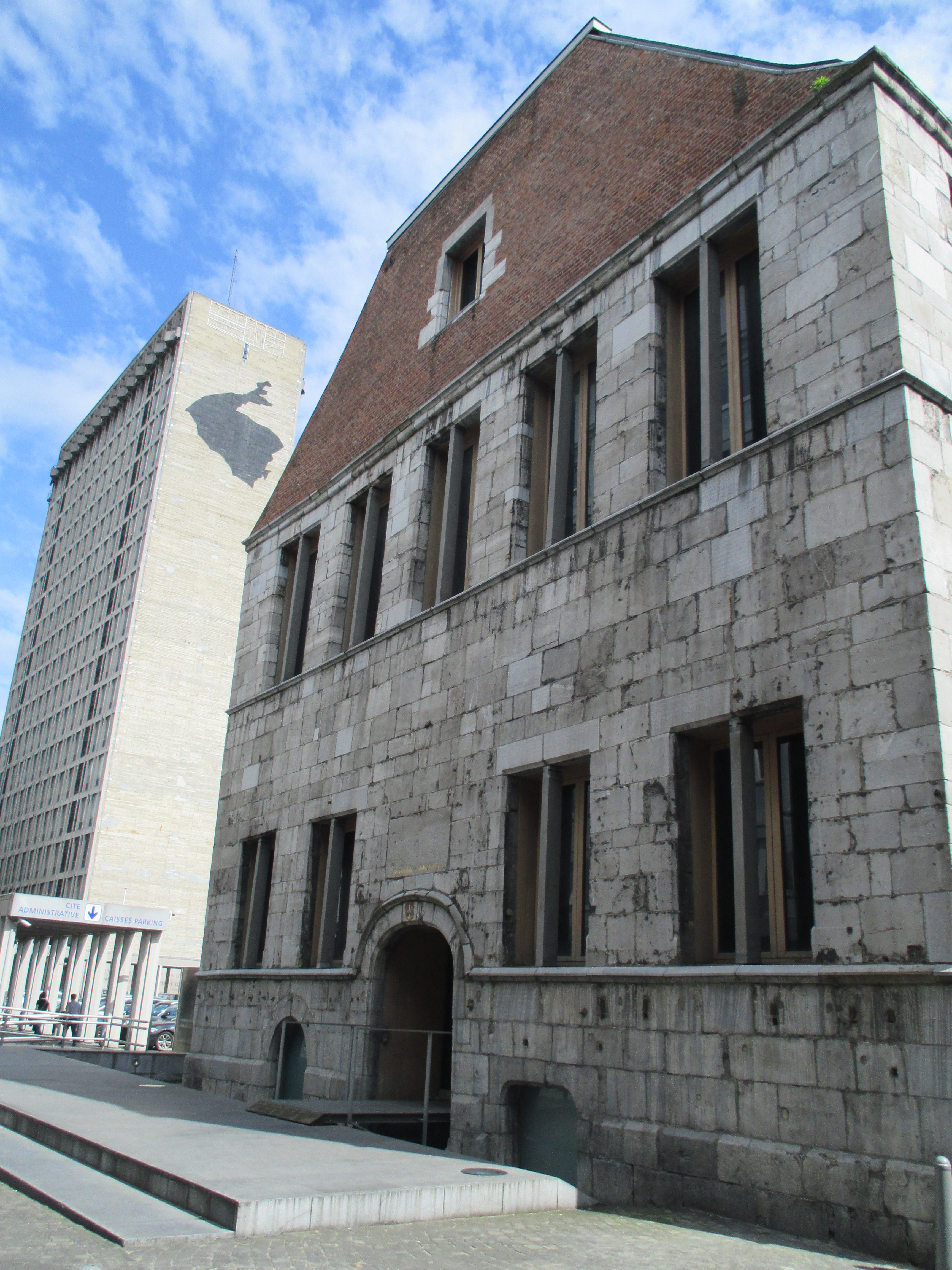
La halle aux viandes de Liège et la cité administrative vues depuis la rue de la Boucherie

- Sur la façade du no 7 est apposée une plaque placée en 1937 commémorant la naissance dans cette maison du peintre Léonard Defrance le 5 novembre 1735.

- Au no 9, la façade de l'ancien hôpital Mostard a été bâtie pendant la première moitié du XVIIIe siècle mais l'origine de cet hôpital remonte à une époque beaucoup plus lointaine puisqu'il fut en activité de 1336 à 1848[2].

## Voiries adjacentes
- Rue du Carré
- Rue du Pont
- Rue de la Goffe
- Rue de la Halle
- Potiérue